# Русалки (фільм, 1990)
«Русалки» (англ. «Mermaids») — американський комедійно-драматичний художній фільм 1990 року, режисера Річарда Бенджаміна, екранізація твору Петті Денн. 

## Сюжет
Місіс Флекс — сексуальна жінка яскравої зовнішності й екстравагантної поведінки. Вона постійно переїжджає з міста до міста, тягаючи за собою двох дочок. 9-річна Кейт мріє стати чемпіонкою з плавання та тренується у ванні. 15-річна Шарлотта одержима релігією. Обмінявшись з хлопцем, що сподобався, першим безневинним поцілунком, вона уявляє себе страшною грішницею, і в розпачі збирається піти в монастир. А місіс Флекс закохується у власника взуттєвого магазину Лу Ландскі, який готовий зробити їй пропозицію. Опиратися чарам цього шанувальника вітряна місіс Флекс вже не може.

## У ролях
- Шер — Рейчел Флекс
- Вайнона Райдер — Шарлотта Флекс
- Крістіна Річчі — Кейт Флекс
- Боб Госкінс — Лу Ландскі
- Майкл Шеффлінг — Джо Перетті
- Керолайн Маквільямс — Керрі
- Ян Майнер — мати

## Знімальна група
- Режисер — Річард Бенджамін
- Сценарій — Джун Робертс, Петті Денн
- Продюсер — Лорен Ллойд, Волліс Нікіта, Патрік Дж. Палмер, Сюзанн Ротбаум
- Оператор — Ховард Евертон
- Композитор — Джек Ніцше
- Художник — Стюарт Вурцель, Евелін Сакаш, Стів Секлад, Маріт Аллен, Хілтон Роузмарін
- Монтаж — Жаклін Камбас